# ロバート・ピアス
ロバート・ピアス（Robert Pierce、1960年8月1日 - ）は、アメリカ合衆国・オレゴン州ポートランド出身のプロバスケットボール指導者。

## 来歴
バイオラ大学卒業後、ハイスクールにて指導者キャリアを開始。
1988年から1993年までは南カリフォルニア大学のアシスタントコーチも務める。
1997年には日立本社ライジングサン（現・サンロッカーズ渋谷）のアシスタントコーチに就任。後のヘッドに昇格し、2001年まで指揮を執った。
その後、クラブチームであるエクセレンスのヘッドコーチに就任。東京クラブ選手権3連覇を達成するとともに、全国でクリニックを展開。
2002年に吉田健司ヘッドコーチの元、日本代表のアシスタントコーチに就任。アジア大会に出場。
2005年に帰国し、NBA、クリーブランド・キャバリアーズのアジア地区スカウトに就任。2006年世界バスケにて日本・中国・韓国地区スカウトを担当した。
2008年、bjリーグの滋賀レイクスターズ初代ヘッドコーチに就任。2年目にプレイオフ進出を果たす。
2010年、秋田ノーザンハピネッツの初代ヘッドコーチに就任。2011年5月19日、チームとの契約満了につき退任。7月29日、仙台89ERSと契約合意。
2013年2月23日、成績不振を理由にシーズン途中で仙台89ERSのヘッドコーチを解任される。

## 指導歴
- ラ・ミラダ高校コーチ（1984-86）
- ウェストミンスター高校コーチ（1986-88）
- 南カリフォルニア大学アシスタントコーチ（1988-93）
- サニーヒルズ高校コーチ（1993-95）
- 日立ライジングサンアシスタントコーチ・ヘッドコーチ（1997-00）
- 日立サンロッカーズヘッドコーチ（2000-01）
- エクセレンスヘッドコーチ（2001-05年）
- ロサンゼルス・サマープロリーグアシスタントコーチ（2001）
- 日本代表アシスタントコーチ（2002）
- イタリア・トレヴィーゾ・サマーリーグアシスタントコーチ（2004・05）
- 米国バスケットボールアカデミーコーチ（2005-06）
- クリーブランド・キャバリアーズアジア地区スカウト（2005-07）
- 中国・深圳バスケットボールクラブヘッドコーチ（2006-07）

## 人物
英語・日本語・スペイン語・中国語・韓国語の5ヶ国語を話すことができる。試合中は、ピアス自身の意思を伝えるため、英語を話す。(試合後のインタビューでは、日本語を使うこともある)
「NBA以外で観客が常に楽しんでいるのはbjリーグだけ」とbjリーグの雰囲気を高く評価している。

## 好物
- スターバックスのコーヒーが好物。
- コカコーラ・ゼロも好物（仙台放送「すぽるたん」2011年10月1日放送分）